# Pixelord
Pixelord (настоящее имя Девянин Алексей Сергеевич, 23 августа 1981, Новосибирск, Россия) — электронный музыкант, 3d- и nft-художник, музыкальный продюсер, совладелец музыкального лейбла «Hyperboloid Records».
Выступил на первой в России Boiler Room, а также давал гастроли по всей России, Европе, Китаю и США.
Обладатель награды независимой музыкальной премии «Золотая Горгулья» 2015 года в категории «Электронный проект года».

## Биография
На музыканта в свое время повлияли лейблы Warp Records, Ninja Tune и Planet Mu. Особенно сильное влияние оказали исполнители Марк Притчард (Harmonic 313), Aphex Twin и Zomby.
Первый музыкальный проект назывался Stud, от слова «студент» — в детстве музыканта так часто называли друзья. Тогда в 18 лет Алексей учился делать музыку близкую по жанру к IDM.

#### Gultskra Artikler
В 2003 году создается первый «серьезный» проект музыканта — Gultskra Artikler. На нем Pixelord разрабатывал экспериментальную электроакустику и эмбиент. Из музыкальных инструментов тут использовались губные гармошки и гусли. К ним подключались провода и звукосниматели, записывая звуки и меняя их с помощью различных эффектов. Gultskra Artikler звучал как шершавые коллажи, сотканные из звуков, найденных в различных местах.

#### Pixelord
В 2008 году Алексей запускает свой главный и более танцевальный проект Pixelord. Сам исполнитель рассказывает, что в сценическом псевдониме заложена определённая игра контрастов, потому что пиксель — это обозначение чего-то маленького, а лорд — чего-то большого.
В 2010 году выходит первый важный EP Pixelord «Lucid Freaks Pt.1» с четырьмя треками на немецком лейбле Error Broadcast.
В 2016 году выходит концептуальный и один из ключевых в карьере альбомов «Human.exe», к которому прилагался 6-минутный мини-фильм / видеоработа о роботе, который хочет стать человеком.
В том же году Pixelord выступает в Лондоне на мероприятии «The Playground presents 808 State» совместно с Ceephax Acid Crew, µ-Ziq и многими другими.
В 2019 году у Pixelord выходит четвёртый студийный альбом «Cyberдядя», с совместными треками-фитами с известными музыкантами, такими как Summer of Haze, Хаски, i61, Пашей Техником, GONE.Fludd, Foilar, SP4K, Archanga.
Совместно с Хаски Алексей выпустил клип на песню «Блабла», а совместно с i61 — музыкальное видео на трек Fresh Soft 3500.

## Hyperboloid Records
Основная статья: Hyperboloid Records
В 2008 году Алексей Девянин присоединился к лейблу экспериментальной электронной музыки Hyperboloid Records, позже став одним из его совладельцев. Hyperboloid Records был основан в 2004 году Дмитрием Гариным для позиционирования, продвижения и финансирования записей электронной экспериментальной музыки.
Среди резидентов лейбла — музыканты Summer Of Haze, Bad Zu и Koloah и многие другие.
Помимо прочего с лейблом в разное время сотрудничали такие известные отечественные артисты, как Хаски, IC3PEAK и Nikita Zabelin. Hyperboloid Records дважды получал награду «Лейбл года» по версии Jagermeister Music Awards в 2015 г. и 2017 г. Под эгидой лейбла проходят многочисленные вечеринки по всей России.

## Художественная деятельность
Создает художественные объекты в Cinema4D24, а также принимает участие в проектах, связанных с NFT и делает NFT на разных платформах. Независимый лейбл HНD и аудиовизуальная студия HНD Project разработали вместе с Алексеем NFT-проект Oil DNA Collection. Это коллекция анимированных спиралей человеческой ДНК, выпущенных в виде невзаимозаменяемых токенов.
Оформил большое количество обложек альбомов артистов лейбла Hyperboloid Records.

## Образовательная деятельность
Преподает на курсе музыкального продюсирования в Школе дизайна НИУ ВШЭ.
Также разработал вместе с Дмитрием Гариным и Сергеем Сабуровым обучающий курс «Электронная музыка с нуля до PRO», где преподают руководители и резиденты лейбла Hyperboloid Records: Алексей Девянин, Сергей Сабуров, Дмитрий Гарин, Jan Amit, A. Fruit и др..

## Пресса
Релизы Pixelord освещались в крупных зарубежных изданиях, в таких как например Resident Adviser:
«In a way, Places works the same way memory does. Just as you only remember certain parts of trips and vacations, Devyanin’s musical interpretations of these cities are filtered through his own experiences. Beyond that, you’ve got the usual Pixelord hallmarks: an iridescent synth twinkle here, a fat midrange bassline there, some pitched-down R&B samples.»
Pitchfork в том числе отмечает экспериментальное начало музыки Алексея:
«In the Fish Touch EP, Moscow producer Alexey Devyanin, who records as Pixelord, mixes 8-bit Nintendo snippets into quivering dubstep beats. That’s where he is on this record. But as we learned when we spoke to him for a piece last year on the current Moscow beat scene, Devyanin’s output is wildly diverse and prolific. He has generated a substantial body of work in a short period of time as Pixelord, and his previous work as Gultskra explores a much different musical landscape. Under that alias, his sound was closer to early Fennesz or Gastr del Sol, heavy on field recordings and abstraction. So he’s fairly steeped in experimentation.»
Также Pixelord упоминается в статье на The Fader про «новую волну звука с варп-скоростью» совместно с артистами лейбла PC Music.

## Дискография
Студийные альбомы и ключевые релизы
| Год  | Наименование          | Лейбл             |
| 2010 | Lucid Freaks Pt. 1 EP | Error Broadcast   |
| 2011 | Fish Touch EP         | Error Broadcast   |
| 2011 | Iron And Cream        | Leisure System    |
| 2012 | Supaplex EP           | Civil Music       |
| 2014 | Polygon Fane          | Infinite Machine  |
| 2015 | Places                | Hyperboloid       |
| 2016 | Human.exe             | Hyperboloid       |
| 2018 | Hypnorave             | Dream Catalogue   |
| 2019 | CYBERДЯДЯ             | Hyperboloid       |
| 2020 | Demonslayer           | Saturate! Records |
| 2020 | Aegis                 | Infinito Audio    |
| 2021 | 99 %                  | Hyperboloid       |